# Petra Rautiainen
Petra Rautiainen, född i april 1988 i Lapinlax i Norra Savolax, är en finsk romanförfattare och historiker. Hon har studerat i England, arbetat i Kanada, Nya Zeeland och Skottland. Hon har bedrivit akademiska studier i historia och studerat kreativt skrivande.
Hennes första roman, om nazitidens fångläger i finska Lappland, publicerades 2020, mottogs mycket positivt och belönades med Savoniapriset. Rautiainen är bosatt i Helsingfors.

## Biografi
Petra Rautiainen föddes som prematur i vecka 26, vilket medförde stor oro i familjen och medicinsk övervakning under hela uppväxten. Utvecklingen i övrigt var dock helt normal och skoltiden utan problem. Hennes dyslexi hindrade henne inte från att vara ett läsande barn, men den försvårade förmågan att uttrycka sig i skrift och omintetgjorde drömmen om att bli journalist.
Efter studentexamen har hon studerat historia och avlagt magisterexamen vid Jyväskylä universitet. Hon arbetade 2023 på en doktorsavhandling om samernas kultur i Finland. Hon har studerat skrivande vid Kriittinen korkeakoulu (Kritiska högskolan).

## Författarskap
Historiestudierna samt kännedom om att morfadern fängslades under krigsåren, flydde från polisen, ändrade sitt namn och höll sig gömd från myndigheter under många års tid, allt detta stimulerade Rautiainen till efterforskningar om krigsåren och förekomsten av fångläger. Hon är också fascinerad av det lappländska landskapet och den samiska kulturen.
Romanen Ett land av snö och aska skildrar den brutala miljön i ett nazistiskt fångläger i norra Finland under 1944, genom en ung tolks dagbok. 1947 dyker en kvinnlig fotograf upp i området som är helt nedbränt och förstört, och hon söker information om sin försvunne make som på något vis ska ha haft en relation till fånglägret. Romanen tar upp ett känsligt ämne och utmanar tystnaden kring Finlands relation till Nazityskland. Boken har beskrivits som "En välbekant och hittills oskriven historia".
Rautiainens andra roman Meren muisti ('Havets minne', 2022) utspelar sig i Nordnorge. Historien handlar om en ung kvinna av kvänskt ursprung, som efter en längre tid i USA återvänder till Norge för att göra en dokumentär om hanteringen av oljefyndigheterna i Arktis. Under hennes frånvaro har oljeutvinningen satt sin prägel på hennes hemstad. Ett valskelett på stranden påminner om en olycka där huvudpersonens mor omkom.
Parallellt med hennes upplevelser skildras genom en annan berättares dagboksanteckningar de miljöförändringar som orsakats av den globala uppvärmningen. Dessa uppmärksammar att det redan under 1950-talet stod klart för oljeindustrin de konsekvenser för miljö och klimat som stod att vänta. Flera länder har 2023 införskaffat översättningsrättigheterna till boken.